# 袁皓俊
袁皓俊（Yuen Ho Chun，1995年7月19日—），生於香港，香港職業足球員，司職守門員，現時效力香港超級聯賽球會九龍城。

## 球會生涯

### 香港飛馬
袁皓俊生於香港，於小時候因肥胖身形被教練安排當守門員，但他漸漸發覺撲救射門好有成功感，愛上守門員的角色，結果他於年僅15歲便獲當時甲組地區球會天水圍飛馬主教練陳曉明賞識，於2010/11季前轉會期加盟投身職業足球，不過他一直擔當球會三號門將位置，並於2011年2月由於球會門將何國泉在操練中右手韌帶拉傷，無法隨球隊前赴越南，而在近幾場預備組比賽表現相當出色，當時只得15歲的袁皓俊因而獲得機會，代替他任後備門將隨隊到越南在亞協盃作客宋蘭義安。

### 和富大埔
直到2014年7月，袁皓俊獲飛馬外借到港超聯升班馬和富大埔，並在9月21日對標準流浪的聯賽，以19歲之齡首度在頂級聯賽登場，惟他於只是開賽3分鐘便被流浪前鋒夏志明射破十指關，更在完場前因被流浪反擊成單刀之勢，使袁皓俊衝出禁區外將對方球員踢趺，結果他於職業生涯首場，便被球證以紅牌驅逐離場，離場後由於和富大埔已用盡3個換人名額，唯有以後衛陳旭智頂替，而標準流浪更把握此機會直接罰球射破陳旭智的十指關，結果和富大埔以1–3落敗，到季尾更以16戰得7分的成績排名在榜尾提前一輪降班，而袁皓俊則回歸飛馬。

### 香港飛馬
而球季完結後，袁皓俊回歸香港飛馬與守門員教練范俊業繼U13青年軍後重遇，雖然陣中有馬其頓國腳基斯贊作為競爭對手，但袁皓俊在聯賽和聯賽盃都獲得上陣，更有機會代表香港隊出戰港澳埠際賽，並保持清白之身獲飛馬教練團不錯的評價，到季尾更協助球會於四日內連奪足總盃及菁英盃冠軍，他於回歸飛馬首季內在各項賽事獲9場上陣機會，隨後他於2017年9月30日對勁旅東方龍獅的聯賽，由於正選門將梁興傑於賽前熱身時受傷，使袁皓俊季內首度正選上陣結果憑多次精彩撲救，協助香港飛馬零封兼以1–0擊敗對手。

### 理文
2018年7月，袁皓俊加盟港超聯球會理文。在陳嘉豪轉投理文後，袁皓俊上陣的時間開始減少。

### 九龍城
2024–25球季，袁皓俊加盟升班馬九龍城。

## 國際賽生涯
於2012年6月，袁皓俊以17歲之齡入選香港U23代表隊參加亞洲足協23歲以下足球錦標賽，他於2015年11月14日的第71屆港澳埠際賽首度代表香港上陣，並保持清白身協助香港以2–0擊敗澳門代表隊，連續四年捧走港澳埠際賽冠軍。袁皓俊於2017年6月隨香隊U22到緬甸參加KBZ銀行盃在所有賽事中正選上陣並救出不少必入球獲得不錯的評價，
於2017年7月，袁皓俊入選香港U22代表隊，參與在朝鮮舉行的亞洲23歲以下錦標賽外圍賽，惟他在以1–1賽和朝鮮後便因比賽前熱身時，觸傷舊患未能上陣，最後香港以1勝2和不敗的成績，未能打入頭五名最佳小組第二名，無緣晉身決賽周，到2017年12月繼續獲香港隊徵召出戰第40屆省港盃，並於首回合首度正選上陣，結果協助香港以2–0勝出兼五年來首度主場獲勝，而他於作客的次回合繼續獲正選機會，雖然先後因被廣東球員盧琳主射12碼及隊友翟廷峯擺烏龍，而導致香港於法定時間和加時後仍以0–2不敵廣東，但兩回合合計以2–2賽和，結果袁皓俊在互射12碼階段救出盧琳及楊超聲的射門，協助香港以4–2擊敗廣東，重奪失落五年的省港盃冠軍。
2019年12月，袁皓俊入選香港代表隊，出戰2019年東亞足球錦標賽決賽週，但未有上場。

## 球場以外
袁皓俊於中學就讀喇沙書院，其後升讀香港教育大學體育教育榮譽學士二年級，他是著名本地守門員范俊業執教鞭後的首批徒弟，到13歲開始便獲他的指導，並間中在青年軍的賽事訓練他，到2015年球季完結後回歸香港飛馬，與身為守門員教練的恩師范俊業繼U13青年軍後重遇。

## 榮譽
香港飛馬
- 香港足總盃冠軍（2015–16季度）
- 菁英盃冠軍（2015–16季度）

理文
- 香港菁英盃冠軍（2018–19季度）

香港代表隊
- 省港盃冠軍（2018年）

## 外部連結
- 香港足球總會網頁球員資料（页面存档备份，存于）
- 袁皓俊的Facebook專頁
- 袁皓俊的Instagram帳戶